# Nathan Phillips Square
Le Nathan Phillips Square est la place de la ville de Toronto qui forme le parvis de l'hôtel de ville, à l'intersection de Queen Street et de Bay Street. La place a été nommée en mémoire de Nathan Phillips, maire de Toronto de 1955 à 1962 et inauguré en 1965. La place a été conçue avec l'ensemble des bureaux administratifs par l'architecte Viljo Revell ; elle permet d'accueillir des concerts, des expositions d'art, un marché hebdomadaire, le Cavalcade of Lights, et autres événements publics tels que les événements asiatiques.

## Histoire

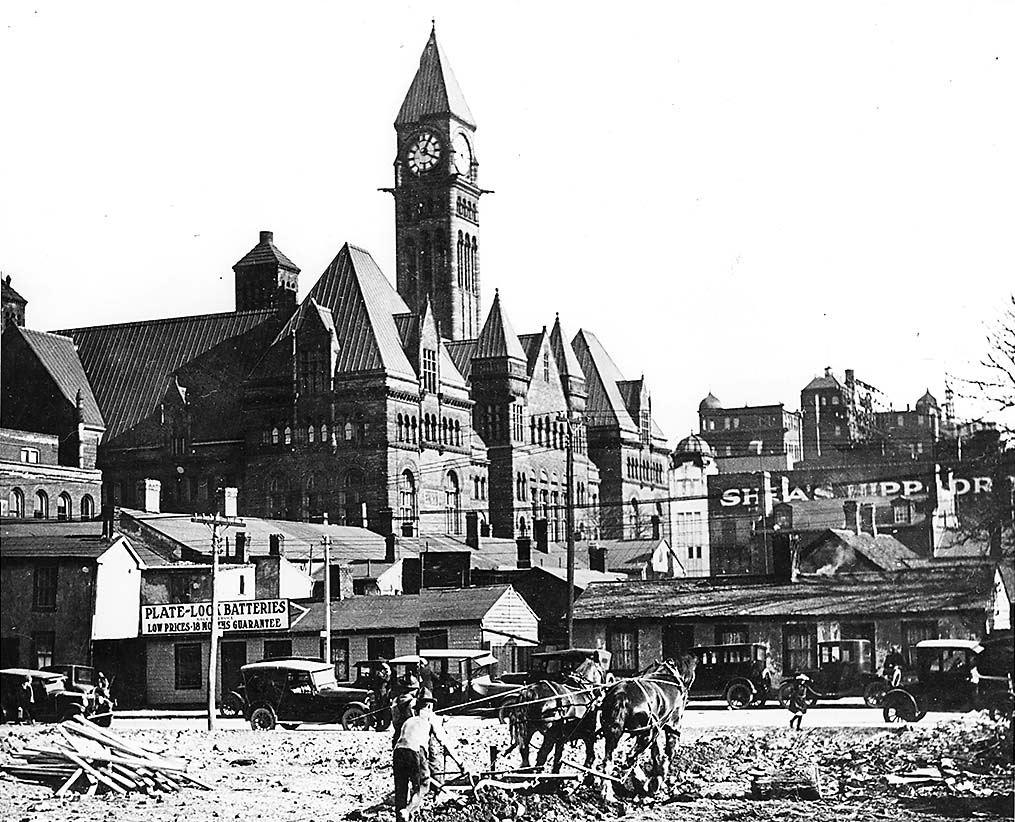
Une image de 1918 du futur site du Nathan Phillips Square, avec l'ancien hôtel de ville.

Avant que la place soit construite, elle était située dans le quartier appelé The Ward, qui fut un espace d'accueil pour beaucoup d'immigrants durant la première moitié du XXe siècle, remarquable pour son taudis. Depuis les années 1980, la place a été utilisée dans un certain nombre de films, tels que Resident Evil: Apocalypse et The Sentinel.

## Caractéristiques
Sous la place se trouve l’un des plus importants parking souterrain du monde, elle est également desservie par la station Osgoode du métro de Toronto. En hiver, une patinoire y est installée pour les habitants et le Jardin de la Paix a été aménagé à proximité avec notamment la sculptures d'Henry Moore : L'Archer.
Au-dessus du bassin d'eau ont été installées trois arches en béton qui n'étaient à l'origine qu'un élément architectural et un soutien pour l'éclairage de la patinoire ; elles ont été renommées en 1989 en arches de la liberté pour commémorer ceux qui ont combattu pour obtenir ou défendre la liberté. La même année, un morceau du Mur de Berlin a été placé à la base sud de l'arc central.

### Le Peace Garden
Le Jardin de la Paix a été créé comme un mémorial des bombardements atomiques de Hiroshima et Nagasaki, visant à montrer la volonté des Torontois au principe de la paix dans le monde". Inauguré en 1969, les 600 m2 de jardins se composent d'un pavillon, une fontaine, de statues et de plantations. Le pavillon est un cube de pierre avec des ouvertures sur chaque face et dont un angle de la structure est déconstruit, afin d'imager les conflits et la fragilité de la civilisation. Une flamme éternelle a été placée dans l'eau de façon à apparaître comme si elle soutenait la structure du pavillon, pour symboliser l'espoir et la régénération. Jean-Paul II a allumé cette flamme avec une braise de la Flamme de la Paix du Mémorial de la paix d'Hiroshima.

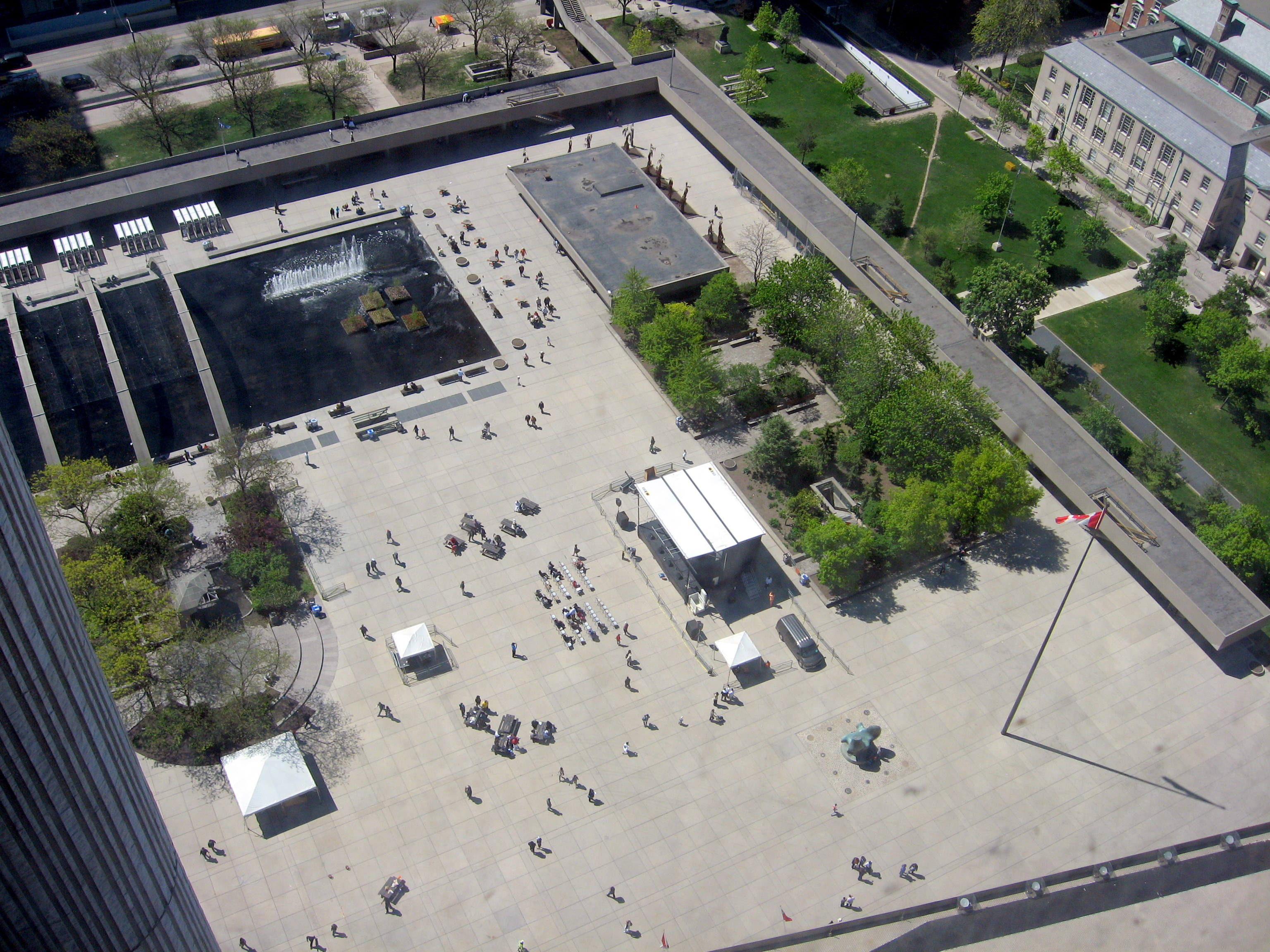
La place vue de dessus.
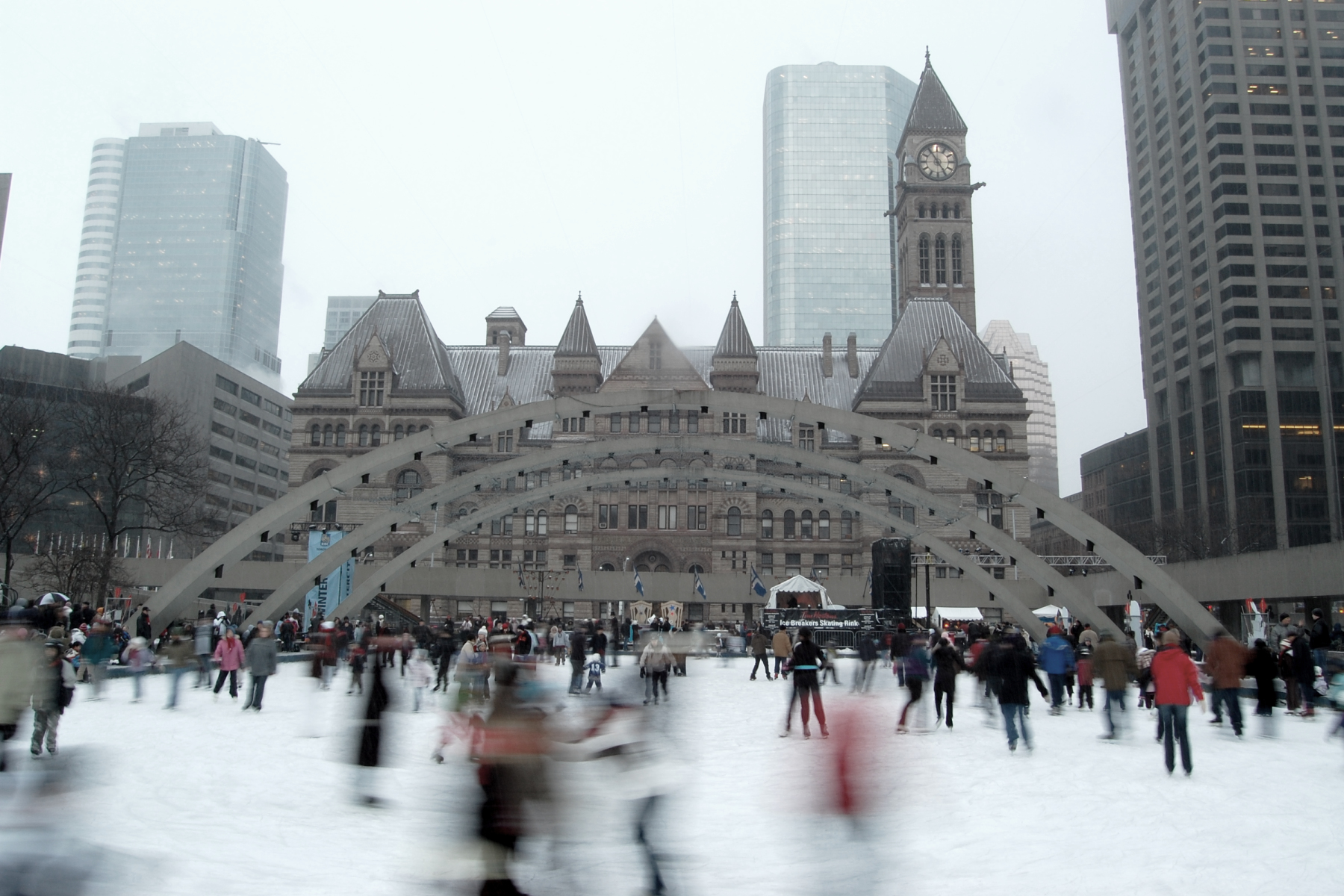
Le bassin transformé en patinoire.
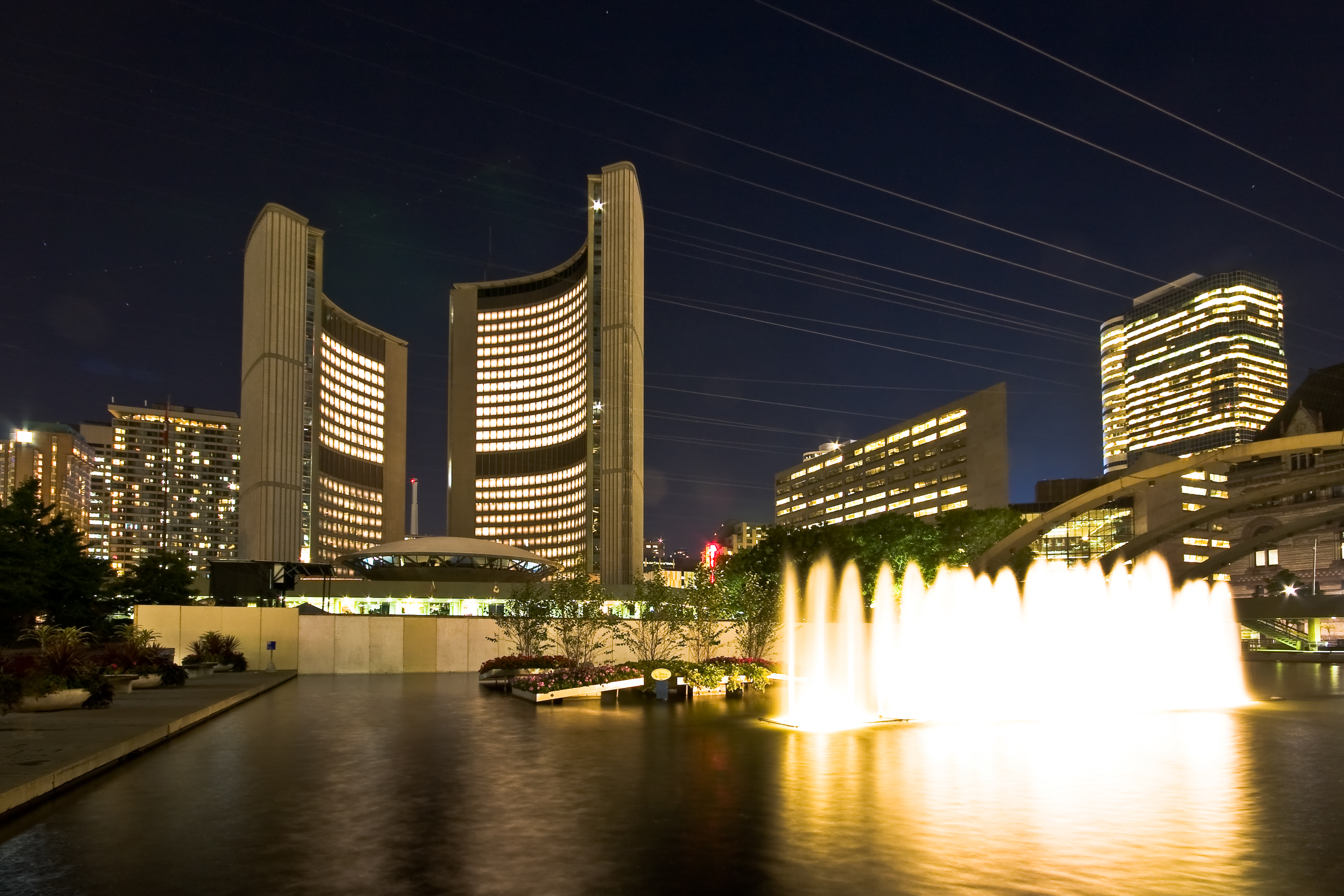
La place de nuit.
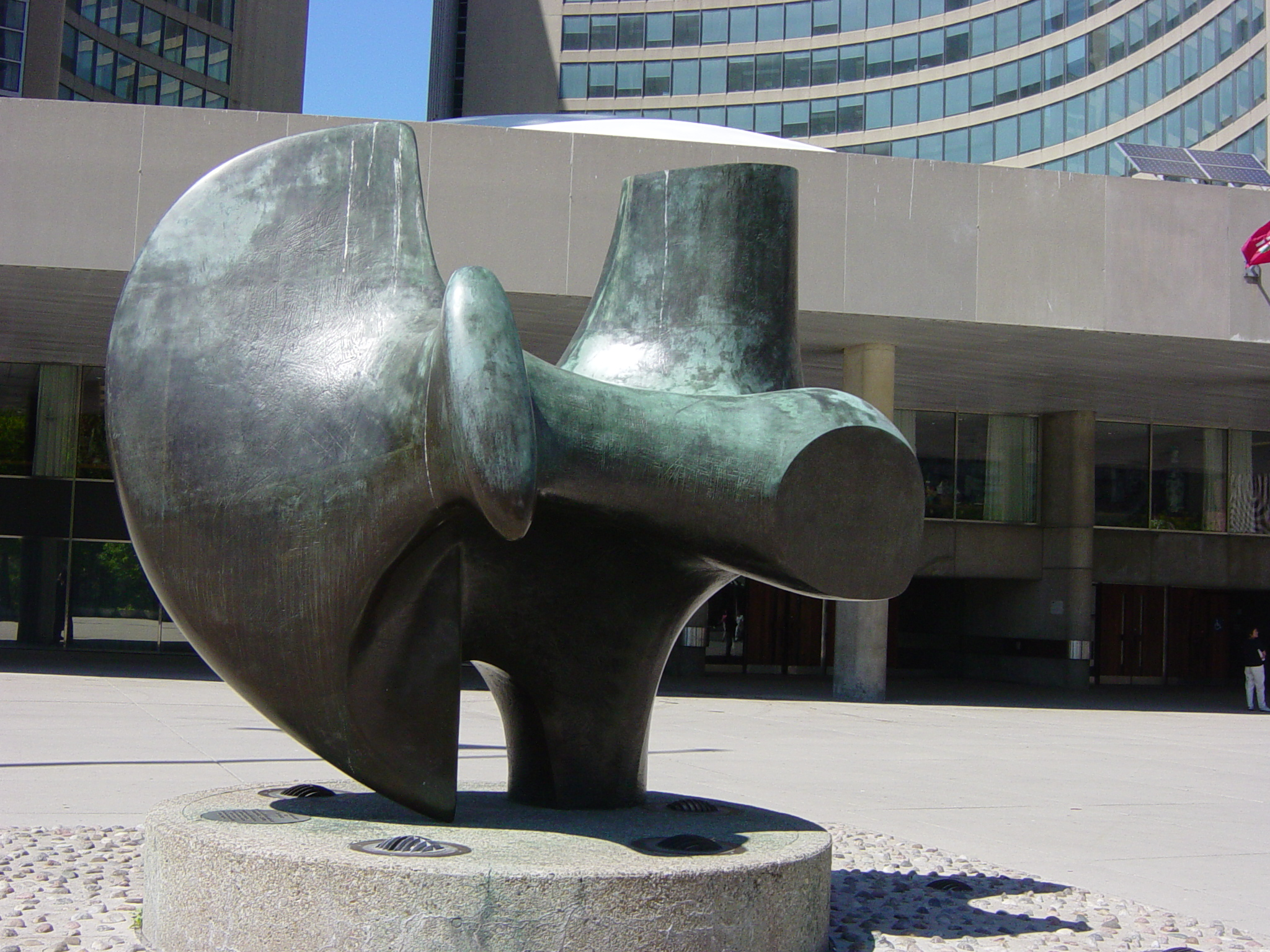
Henry Moore : L'Archer.
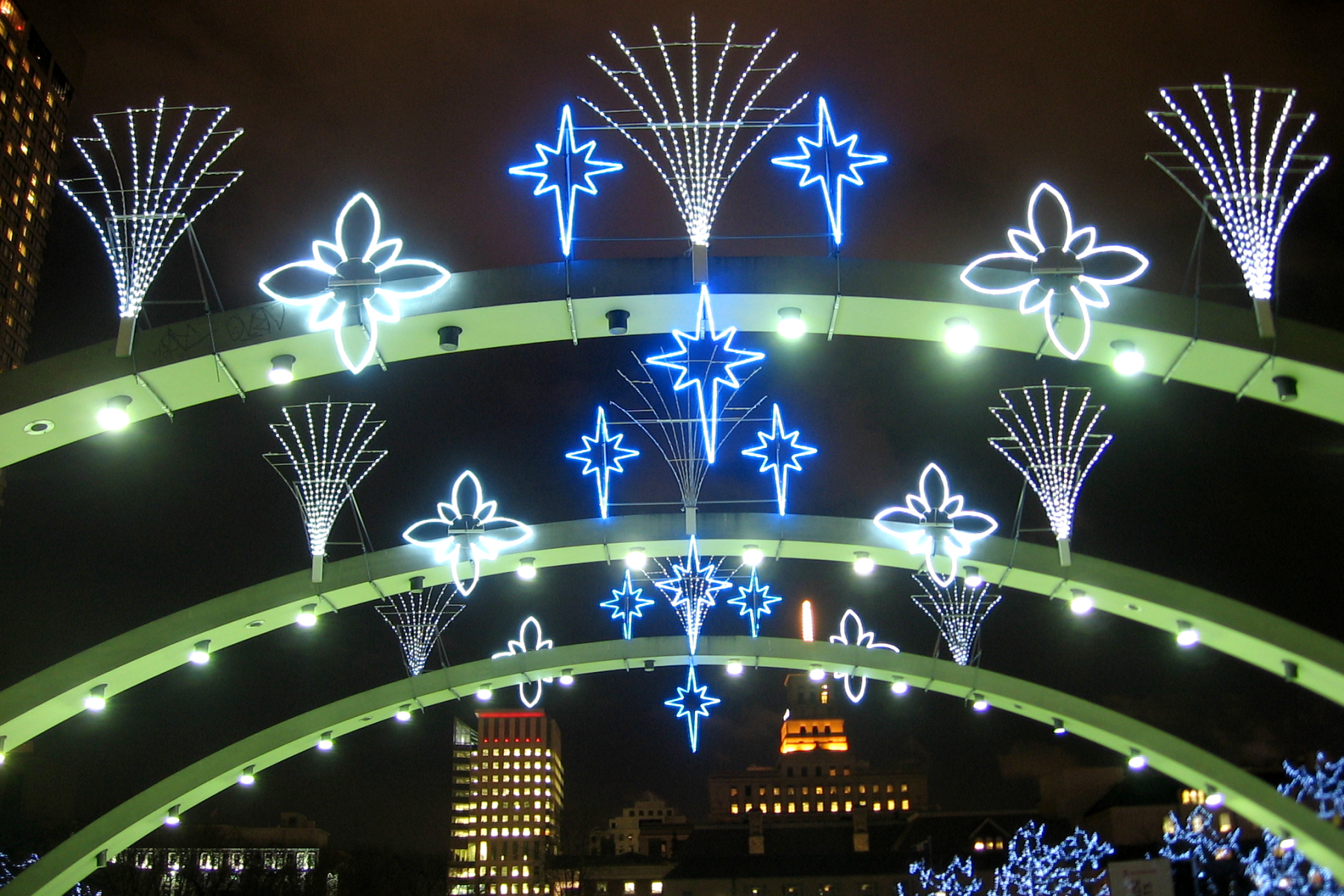
Décorations de noël.
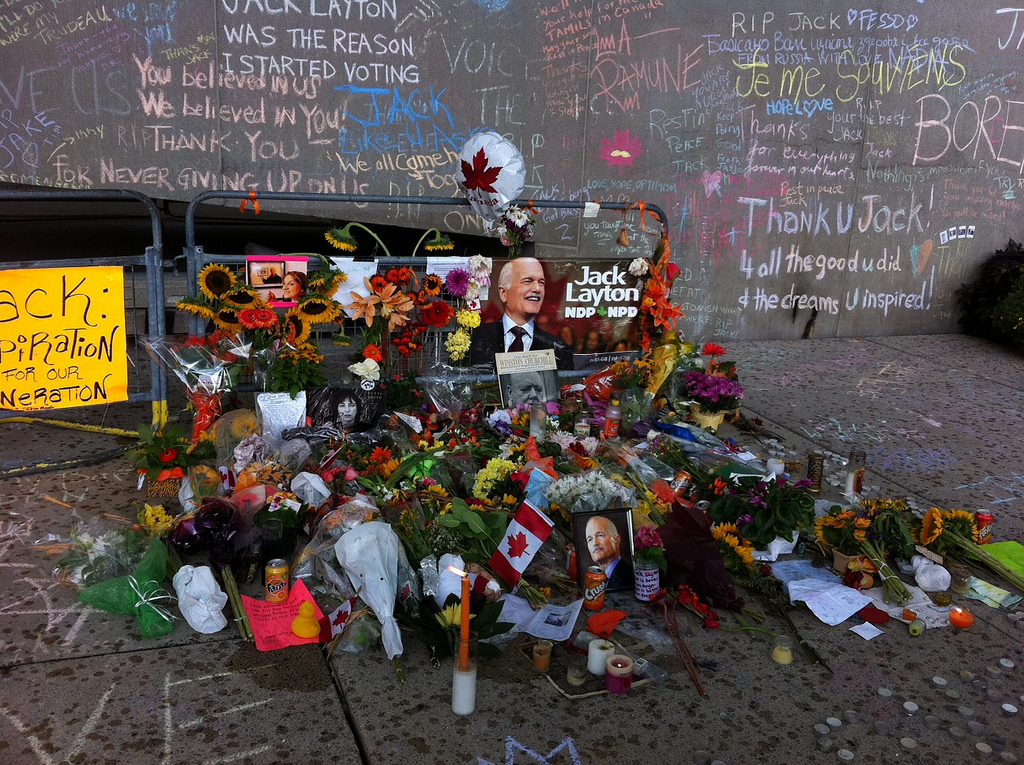
Gerbes en l'hommage de Jack Layton.
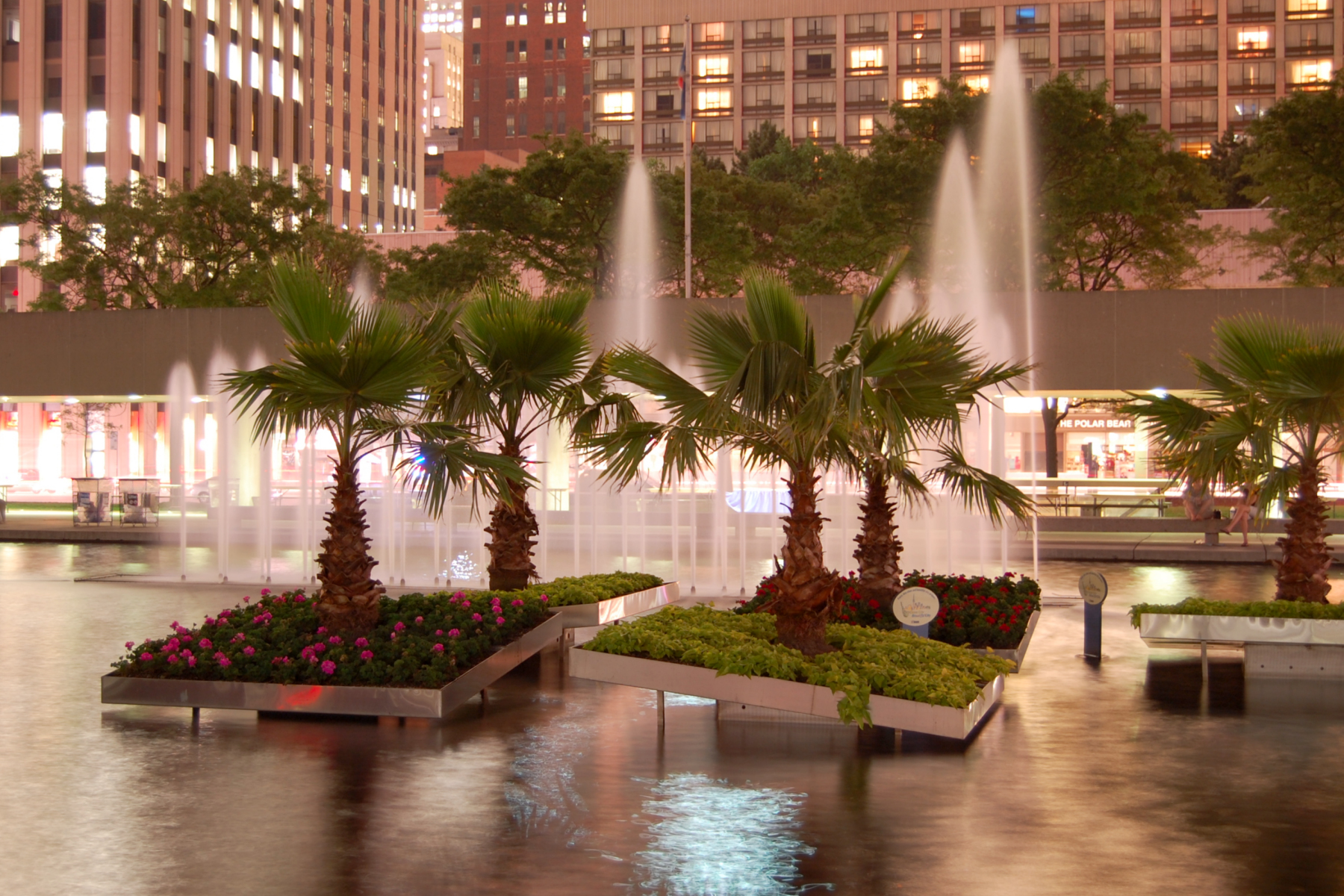
Le square de nuit.
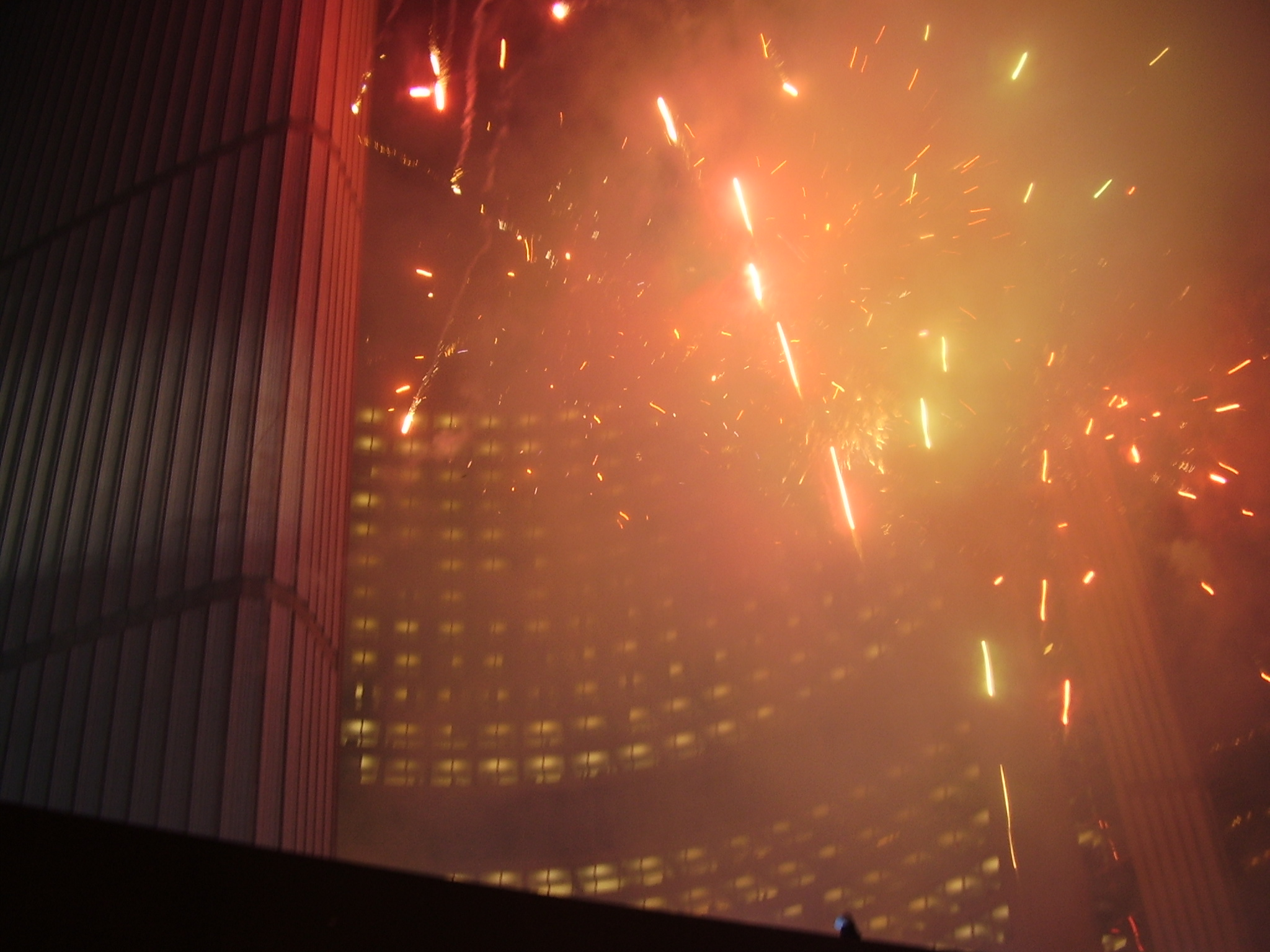
Feux d'artifice tirés pour le nouvel an.

### Référence de traduction
- (en) Cet article est partiellement ou en totalité issu de l’article de Wikipédia en anglais intitulé « Nathan Phillips Square » (voir la liste des auteurs).